# Korinos
Korinos (in greco Κορινός?) è un ex comune della Grecia nella periferia della Macedonia Centrale di 6611 abitanti secondo i dati del censimento 2001.
È stato soppresso a seguito della riforma amministrativa, detta Programma Callicrate, in vigore dal gennaio 2011 ed è ora compreso nel comune di Katerini.

## Località
Korinos è suddiviso nelle seguenti comunità (i nomi dei villaggi tra parentesi):
- Kato Agios Ioannis
- Korinos (Korinos, Paralia Korinou)
- Koukkos
- Nea Trapezounta
- Sevasti